# Petrova Ves
Petrova Ves (deutsch Petersdorf, ungarisch Péterlak – bis 1907 Péterfalu) ist eine Gemeinde im Westen der Slowakei mit 1082 Einwohnern (Stand 31. Dezember 2024), die zum Okres Skalica, einem Kreis des Trnavský kraj, gehört und in der traditionellen Landschaft Záhorie liegt.

## Geographie

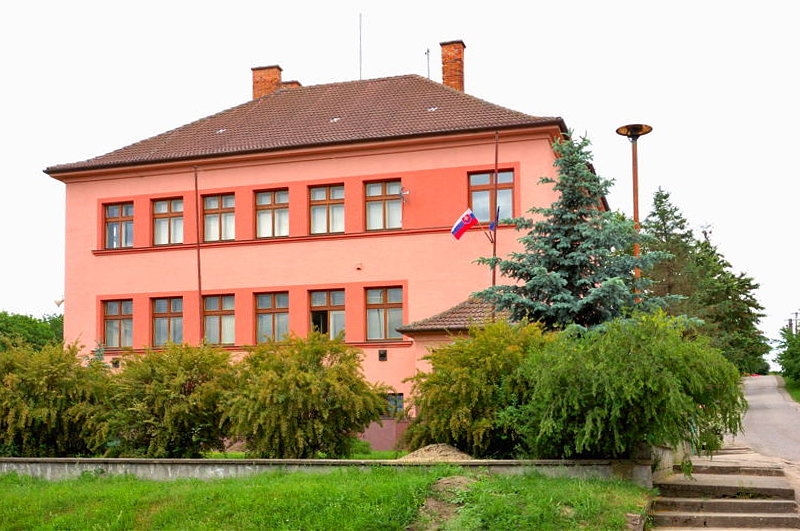
Gemeindeamt

Die Gemeinde befindet sich im Hügelland Chvojnická pahorkatina, wo sie Richtung Westen in das Becken Dolnomoravský úval (beide Teil des Wiener Beckens) übergeht. Nordwestlich des Ortes liegt ein kleiner Stausee namens Petrova Ves. Das Ortszentrum liegt auf einer Höhe von 207 m n.m. und ist vier Kilometer von Gbely, elf Kilometer von Holíč sowie 16 Kilometer von Skalica entfernt.
Nachbargemeinden sind Holíč im Norden, Radimov im Nordosten, Unín und Letničie im Osten, Šaštín-Stráže im Süden, Smolinské im Südwesten und Gbely im Westen.

## Geschichte

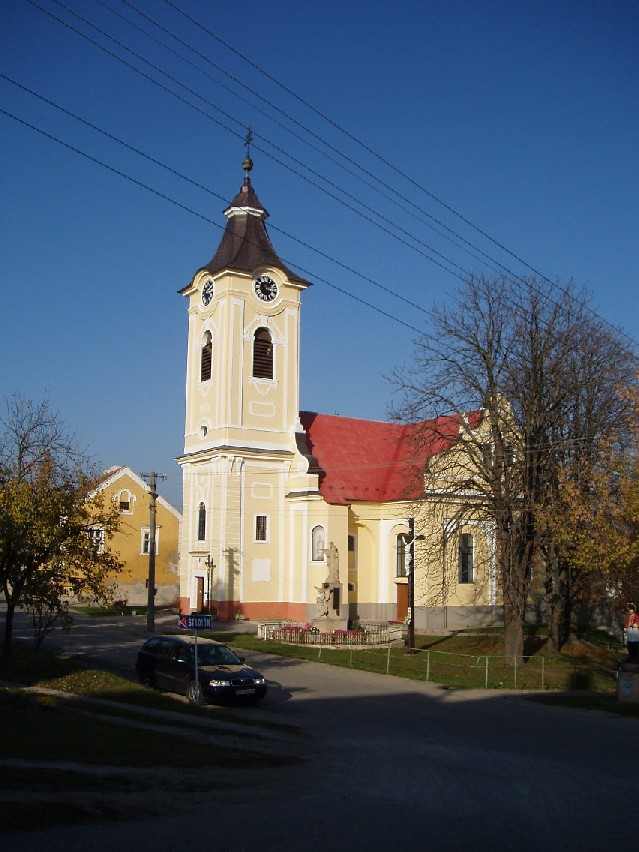
Kirche in Petrova Ves

Archäologischen Untersuchungen zufolge war das heutige Gemeindegebiet während der Kelten- und Römerzeit besiedelt. Im 9. und 10. Jahrhundert gehörte das Gebiet zum Mährerreich, im 11. Jahrhundert kam es zum entstehenden ungarischen Staat.
Petrova Ves wurde zum ersten Mal 1392 schriftlich erwähnt. Nach einigen Angaben soll der Ort nach einem Adeligen namens Péter Varády benannt worden sein. Nach den Varády waren folgende Geschlechter feudale Besitzer: Bársonyi, Farkas, Thebery und Boltizár. 1390 fiel das Dorf an Stibor von Stiborice, zwei Jahre danach zum Herrschaftsgut von Holíč, zu dieser Zeit dem Geschlecht Czobor und von 1736 bis 1918 den Habsburgern gehörend.
Bis 1918 gehörte der im Komitat Neutra liegende Ort zum Königreich Ungarn und kam danach zur Tschechoslowakei beziehungsweise heute Slowakei.

## Bevölkerung
| Jahr                | 1994 | 2004    | 2014    | 2024    |
| ------------------- | ---- | ------- | ------- | ------- |
| Anzahl der Personen | 994  | 1003    | 1093    | 1082    |
| Unterschied         |      | +0,90 % | +8,97 % | −1,00 % |

| Jahr                | 2023 | 2024    |
| ------------------- | ---- | ------- |
| Anzahl der Personen | 1075 | 1082    |
| Unterschied         |      | +0,65 % |

Nach der Volkszählung 2011 wohnten in Petrova Ves 1109 Einwohner, davon 1075 Slowaken, fünf Magyaren, drei Tschechen und jeweils ein Deutscher und Mährer; zwei Einwohner waren anderer Ethnie. 22 Einwohner machten keine Angabe. 976 Einwohner bekannten sich zur römisch-katholischen Kirche, elf Einwohner zur evangelischen Kirche A. B., drei Einwohner zur griechisch-katholischen Kirche und jeweils ein Einwohner zur altkatholischen Kirche, zur Bahai-Religion, zur orthodoxen Kirche und zur reformierten Kirche. 54 Einwohner waren konfessionslos und bei 61 Einwohnern ist die Konfession nicht ermittelt.
Ergebnisse nach der Volkszählung 2001 (1109 Einwohner):
| Nach Ethnie: - 98,90 % Slowaken - 0,90 % Tschechen - 0,10 % Polen | Nach Konfession: - 96,31 % römisch-katholisch - 2,00 % konfessionslos - 1,50 % keine Angabe - 0,10 % evangelisch - 0,10 % tschechoslowakisch-hussitisch |

## Bauwerke
- römisch-katholische Heilig-Geist-Kirche aus dem Jahr 1493, die eine ältere Holzkirche aus dem Jahr 1093 ersetzte
- Kapelle Sieben Schmerzen Maria aus dem Jahr 1845 neben der Straße nach Holíč